# Isadelphus caudatus
Isadelphus caudatus là một loài tò vò trong họ Ichneumonidae.